# Almirante Najímov
El Almirante Najímov (en ruso: Адмирал Нахимов ) es el tercer crucero de batalla de la clase Kirov de la Armada rusa. El barco se puso originalmente en servicio con la Armada soviética en la década de 1980, conocido en ese entonces como Kalinin (en ruso: Калинин), un nombre que el barco mantuvo hasta 1992 cuando pasó a llamarse con su nombre actual en honor al almirante Pavel Najímov. 
Desde 1997, el Almirante Najímov está siendo reparado y reacondicionado para recibir armamento nuevo y mejorado y estaba programado para volver a entrar en servicio con la Armada rusa alrededor de 2022. La fecha de regreso al servicio del barco es incierta. En 2021 se informó que el regreso del barco al servicio se retrasaría hasta "al menos" 2023 mientras que en febrero de 2022 se informó que el director ejecutivo de Sevmash, Mikhail Budnichenko, señaló que el buque de guerra estaba previsto para la entrega en 2022. Más tarde en el año se informó nuevamente que el regreso del buque al servicio podría retrasarse hasta 2024.

## Construcción

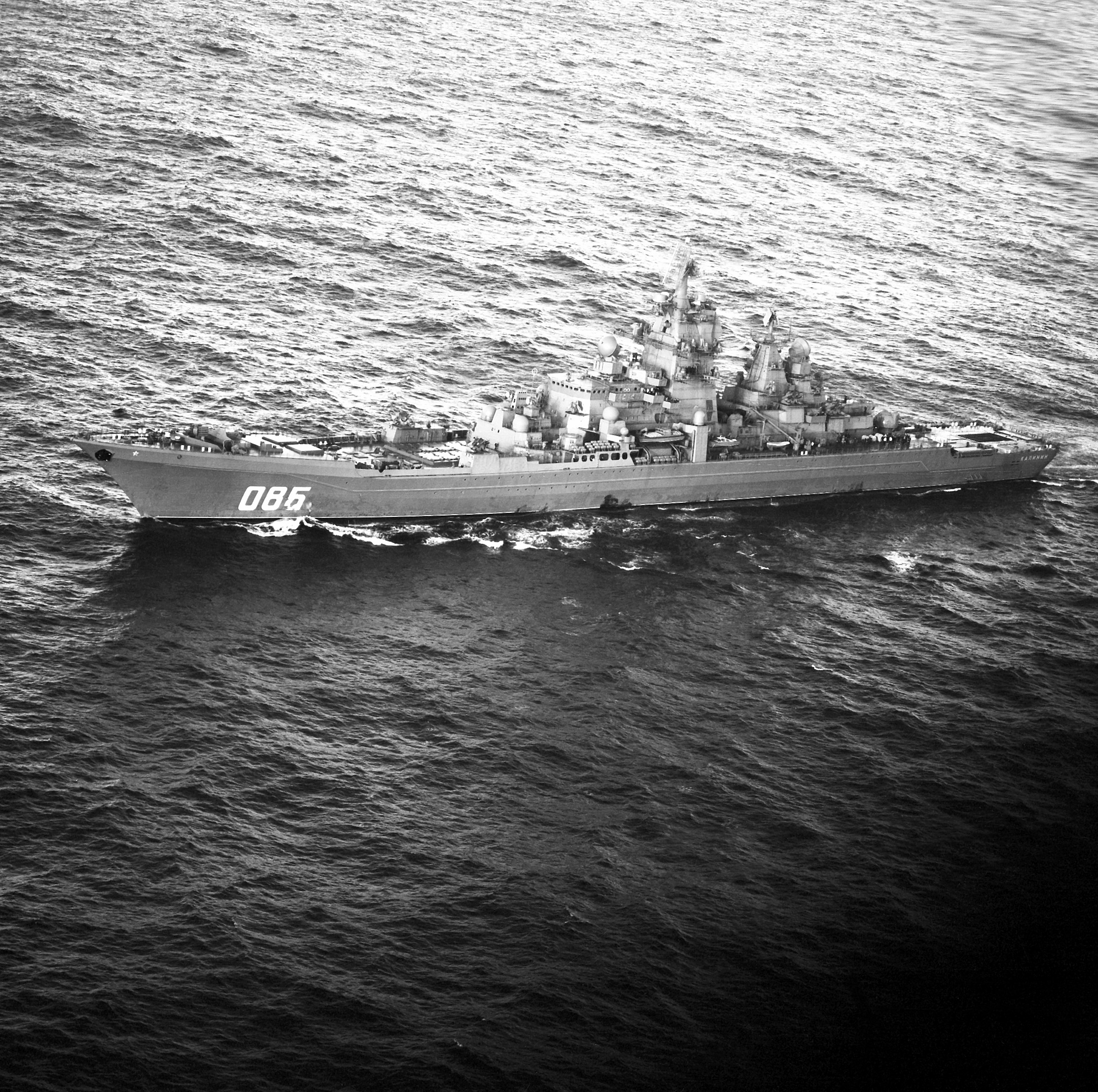
El crucero Kalinin navegando en 1991.

El Kalinin se inició el 17 de mayo de 1983 en el astillero naval Baltiysky, Leningrado, se botó el 25 de abril de 1986 y se puso en servicio el 30 de diciembre de 1988.

### Diferencias con elKirov
El Kalinin se construyó de manera diferente a la nave líder de la clase, el Kírov (luego renombrado como Almirante Ushakov). En la parte delantera del barco, el lanzador de misiles gemelo SS-N-14 ASW fue reemplazado por ocho lanzadores verticales de misiles tierra-aire SA-N-9 (no instalados). Los cañones delanteros CIWS de 30 mm fueron reemplazados por CADS-N-1. En la parte de popa, se utilizó un único cañón gemelo AK-130 de 130 mm, similar a los cañones utilizados en la clase Slava y la clase Sovremenny, en lugar de dos cañones de 100 mm. Cerca de la cabina de vuelo, los cañones CIWS de 30 mm fueron reemplazados por Kashtan CIWS y trasladados a la superestructura de popa y reemplazados por ocho lanzadores verticales SA-N-9 (no instalados).

## Historial operativo
Se unió a la Flota del Norte el 21 de abril de 1989 aunque GlobalSecurity señaló que el crucero era un crucero del destacamento de la flota del Pacífico. El 4 de enero de 1991 emprendió un largo viaje hacia el Mar Mediterráneo. Después del final de la Guerra Fría, el crucero rara vez se desplegó y en 1999 estaba atracado permanentemente en Sevmash en espera de reparaciones.

### Reactivación

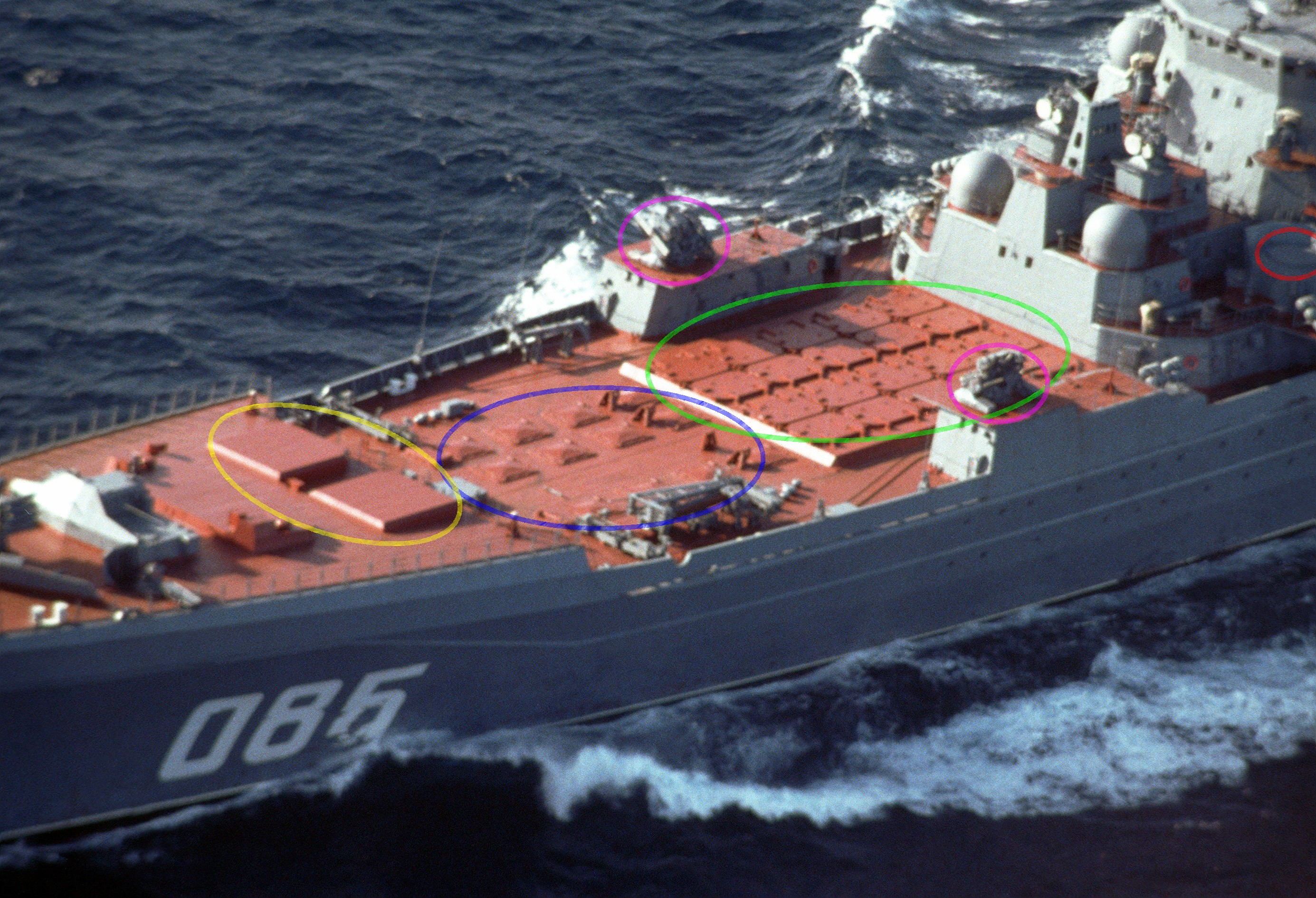
Vista aérea del puerto de la cubierta de proa del Kalinin que ilustra las diferencias con el barco líder de la clase.
Sistema de defensa antimisiles de 2 puntos CADS-N-1
2 lanzadores de misiles tierra-aire (SAM) SA-N-4 emergentes (bajados) (uno visible)
20 lanzamisiles de crucero SS-N-19
12 lanzadores de misiles tierra-aire (SAM) SA-N-6
lugar para 8 lanzadores verticales de misiles tierra-aire (SAM) SA-N-9 (no instalados)

En 2006, se tomó la decisión de modernizar este barco en lugar de completar la construcción del submarino Belgorod. Más tarde, en 2006, estaba siendo reacondicionado en el astillero Sevmash en Severodvinsk, pero se informó que terminó antes de lo previsto y se anunció que estaría nuevamente en servicio con la Flota del Norte. Sin embargo, informes posteriores indican que el crucero ha estado atracado en Sevmash desde 1999 sin ninguna actividad. El 30 de octubre de 2008, los representantes de la Armada rusa de la Flota del Norte anunciaron que se había iniciado la primera modificación del Almirante Najímov y que el barco volvería a unirse a la flota rusa en 2012. En noviembre de 2010, el director de Sevmash, Nikolai Kalistratov, repitió esta declaración confirmando que el gobierno ruso había asignado dinero para reparar el Almirante Najímov en 2011 (con un coste de más de 50 mil millones de rublos). Sin embargo, también dijo que los fondos eran insuficientes y se necesitaban más para que el barco volviera al servicio activo. Después de terminar las reparaciones, se informó que el Almirante Najímov probablemente se uniría a la flota del Pacífico. Sin embargo, para 2020 se informó que permanecería en la Flota del Norte.
En diciembre de 2011, el astillero Sevmash declaró que la reparación del barco no finalizaría hasta después de 2012. Según el director general de Sevmash, Andrei Dyachkov, las reparaciones se detuvieron porque no tenía sentido continuar sin haber determinado la variante final de modernización.
El trabajo de modernización del Almirante Najímov se reanudó en enero de 2014 y se prevé que el buque se reincorpore a la Armada rusa en 2018. El Almirante Najímov está programado para transportar 60 misiles de crucero antibuque hipersónicos Zircon, misiles de crucero Kalibr y una variante naval del sistema SAM S-400, entre otras armas. Según Sevmash, el 2 de noviembre de 2015 se había completado el trabajo de eliminación del equipo antiguo del crucero de batalla y estaba a punto de comenzar el trabajo para instalar su reemplazo.
En 2018, Aleksey Rakhimov, jefe de United Shipbuilding Corporation, declaró que la fecha de finalización de la reconstrucción seguía siendo 2021 o 2022, pero que los cambios adicionales realizados por el Ministerio de Defensa de Rusia requerirían una enmienda al contrato o un nuevo contrato. Está previsto que las pruebas comiencen en 2020. En septiembre de 2019, la agencia estatal de noticias TASS citó al viceministro de defensa ruso, Alexsey Krivoruchko, que "será el buque de guerra más poderoso de la armada. Inspeccionamos el proyecto, el barco ahora está a punto de 50% listo Como se acordó con el astillero Sevmash, esperamos recibir el barco a fines de 2022". según lo informado por Jane's.
Fue relanzado en agosto de 2020 y luego se esperaba que comenzara las pruebas en el mar alrededor de 2023. Se espera que reciba 176 tubos VLS: 80 para antisuperficie y 96 para guerra antiaérea. A principios de 2022, el CEO de Sevmash, Mikhail Budnichenko, señaló que los sistemas de armas para el crucero incluirían: Fort-M (nombre de informe de la OTAN: SA-N-6 Grumble) y Pantsyr-M (SA-22 Greyhound) sistemas de defensa aérea y armas de guerra antisubmarina Paket-NK y Otvet. También se informó que el crucero estaría potencialmente armado con hasta 60 misiles antibuque hipersónicos Zircon.
En enero de 2023, se informó que había comenzado la carga de combustible y los trabajos de suministro de energía, y que las pruebas del barco comenzarían a finales de año. En febrero de 2023, el jefe de United Shipbuilding Corporation, Alexei Rakhmanov, confirmó que las pruebas del barco comenzarían a finales de año y que se esperaba que el buque volviera al servicio en 2024.  El 30 de mayo de 2023, Sergei Shoigu anunció que el Almirante Najímov comenzaría las pruebas en el mar antes de finales de 2023, y se esperaba que la modernización se completara en 2024. El 13 de junio de 2023, se informó que el barco comenzaría las pruebas en el mar en septiembre de 2023. Sin embargo, el 21 de junio de 2023, se informó que el Almirante Najímov solo comenzaría las pruebas en el mar en diciembre de 2023 o mayo de 2024, dependiendo de qué tan rápido se completara el trabajo de modernización. A finales de 2023, se informó que las pruebas en el mar comenzarían en la primavera de 2024. En junio de 2024, se informó que las pruebas en el mar de fábrica comenzarían en el verano de 2025, y que el Almirante Najímov sería entregado a la Armada rusa en 2026.

## Galería

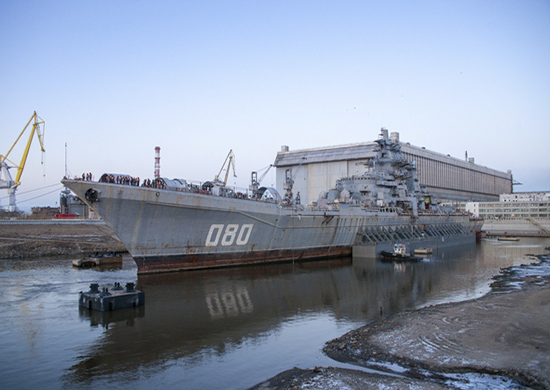
Almirante Najímov antes de la modernización, año 2014.
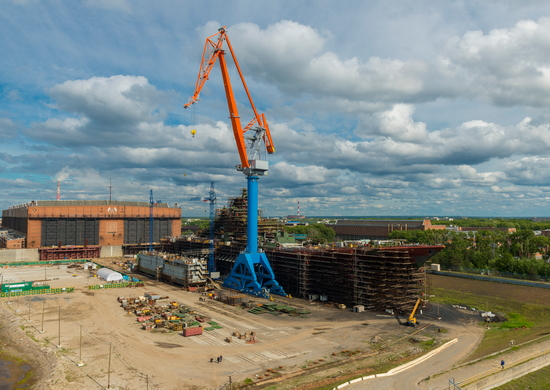
Almirante Najímov en proceso de modernización, año 2016.